# Charles Gordon (4e comte d'Aboyne)
Pour les articles homonymes, voir Charles Gordon et Gordon.
Charles Gordon, 4e comte d'Aboyne (c. 1726 – 28 décembre 1794). Il est le fils aîné de John Gordon (3e comte d'Aboyne) et de Grace Lockhart. Il succède à son père en tant que comte d'Aboyne le 7 avril 1732. À sa mort en 1794, il est remplacé dans ses titres par son fils aîné.

## Famille
Il épouse d'abord, Margaret Stewart, fille d'Alexander Stewart (6e comte de Galloway) et de  Catherine Cochrane, le 22 avril 1759. Ils ont :
- Catherine Gordon (morte en bas âge)
- George Gordon (9e marquis de Huntly) (1761-1853)
- Margaret Gordon (c. 1763-86), épouse de William Thomas Beckford (1783)

Sa première épouse est décédée le 12 août 1762.
Il épouse ensuite, Mary Douglas, fille de James Douglas (14e comte de Morton) et Agatha Hallyburton, le 13 avril 1774, et a Douglas Gordon-Hallyburton (1777-1841)